# Cowes
Cowes (engelskt uttal: [kaʊz]) är en stad och civil parish på ön Isle of Wight i södra England. Staden är en hamnstad och ligger vid floden Medinas mynning vid Solentsundet, mittemot East Cowes. Tätorten (built-up area) hade 14 370 invånare vid folkräkningen år 2021.
Cowes och East Cowes förbinds med varandra av en linfärja och de har båda färjeförbindelse till Southampton. Staden är känd för segling, bland annat segelsällskapet Royal Yacht Squadron och regattan Cowes Week, som hålls varje år under första veckan i augusti. Senare under sommaren hålls motorbåtstävlingar.

## Historia
Norris Castle i East Cowes ritades i normandisk stil av James Wyatt under det sena 1700-talet. Byggnaden finns kvar som privatbostad idag. Arkitekten John Nash började bygga sin bostad East Cowes Castle 1798. East Cowes Castle hade nygotiska torn och tureller, och omfattande kreneleringar. Nash dog 1835 och begravdes i East Cowes kyrka som han också skapade. East Cowes Castle revs under 1960-talet, men dess ishus finns kvar på Sylvan Avenue.
Cowes blev ett centrum för nöjessegling under den seglande Georg IV:s regeringstid. Den första regattan hölls 1826.
Osborne House byggdes om av drottning Viktoria och prins Albert, och användes som deras sommarbostad. Prinsen hade stort inflytande på arkitekturen i området, men omfattande planer på stora hus och parker fullbordades aldrig.
Cowes industrier och dess närhet till Southampton och flottbasen vid Portsmouth gjorde att staden ofta utsattes för bombning under andra världskriget. Varvet J. Samuel White skadades svårt i maj 1942 men återuppbyggdes. Under luftanfallet hade det lokala försvaret förstärkts av den polska jagaren Blyskawica (som hade byggts på White's), vilket ledde till att besättningen hyllades i flera dagar vid högtidlighållandet av 60-årsminnet 2002. 2004 döptes en plats i Cowes till Francki Place efter skeppets befälhavare.
För att fira Elizabeth II:s silverjubileum som drottning 1977 målades den största unionsflaggan i världen på dörrarna till British Hovercraft Corporations hangarer. Flaggan finns kvar än idag.

## Ekonomi
Industrierna i Cowes och East Cowes har alltid kretsat kring fartyg. Bland annat testades den första svävaren i Cowes. I East Cowes fanns flygplanstillverkaren Saunders-Roe, som byggde den stora flygbåten Saunders-Roe Princess, raketen Black Knight och Black Arrow-bärraketen. Saunders-Roes anläggningar blev senare British Hovercraft Corporation, och tillverkar idag vindturbiner. Större arbetsgivare idag är BAE Systems Integrated Systems Technologies och GKN Aerospace.

## Bildgalleri

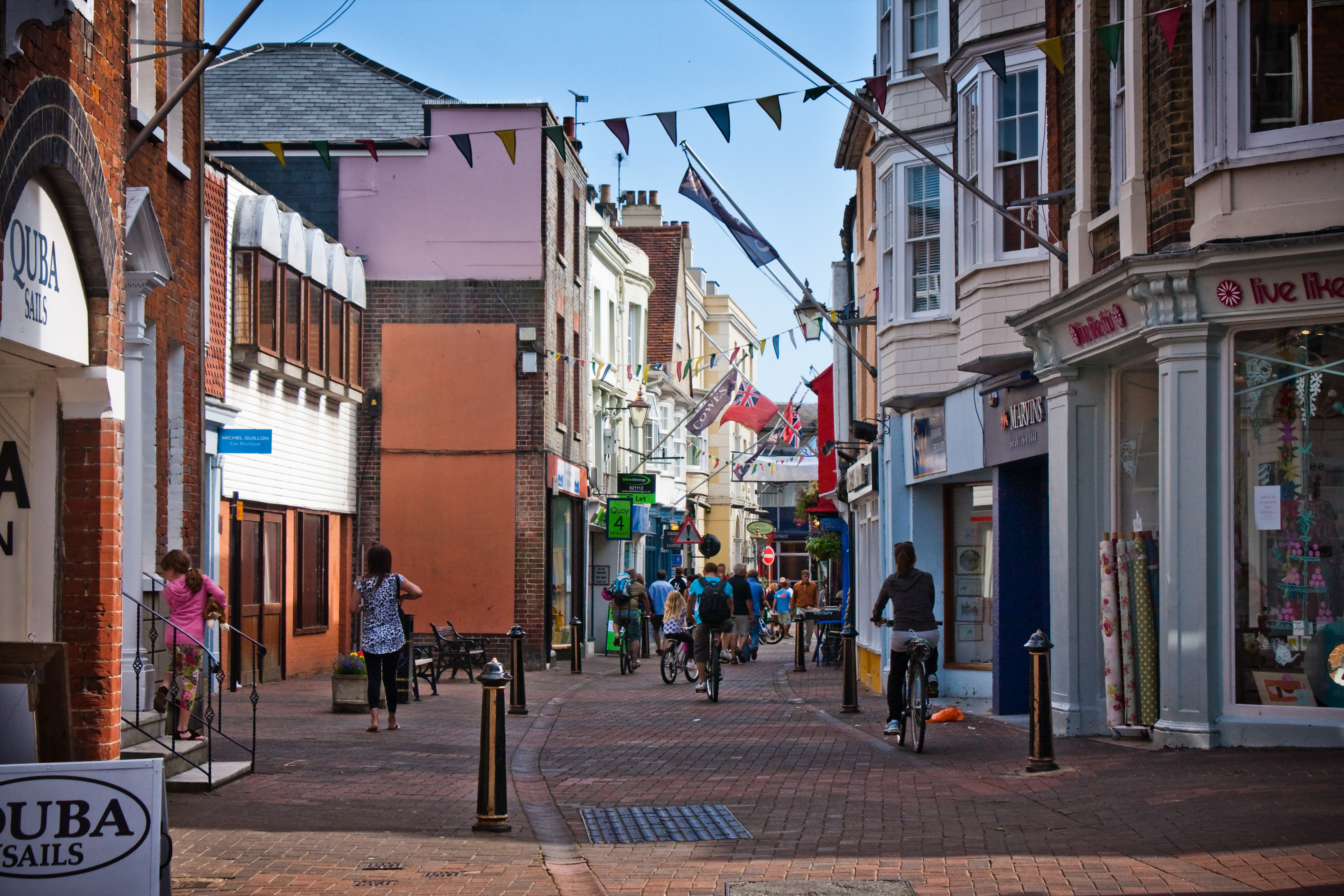
High Street i Cowes.
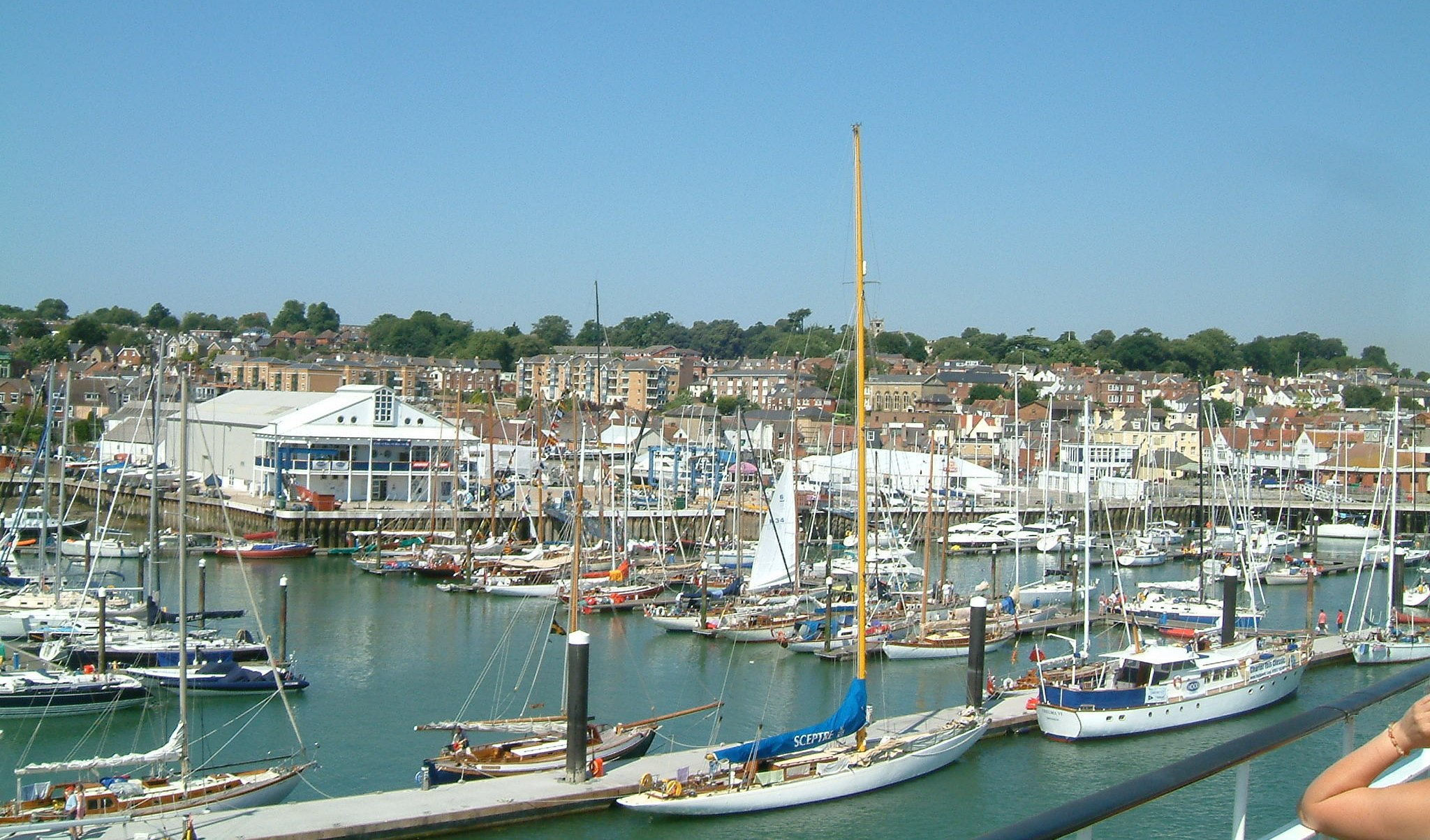
Hamnen i Cowes.
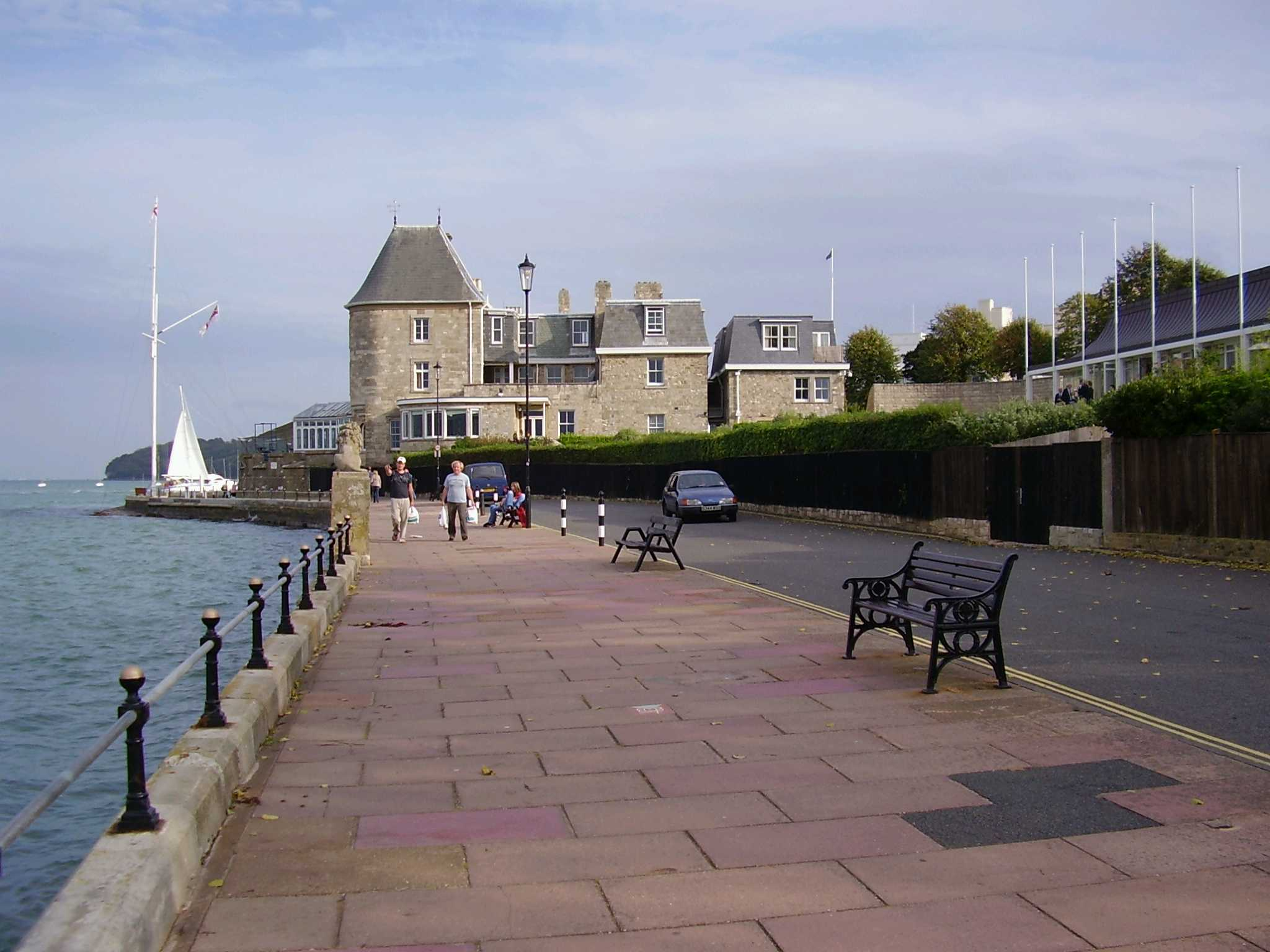
Strandpromenaden och Cowes Castle (klubblokal för Royal Yacht Squadron).
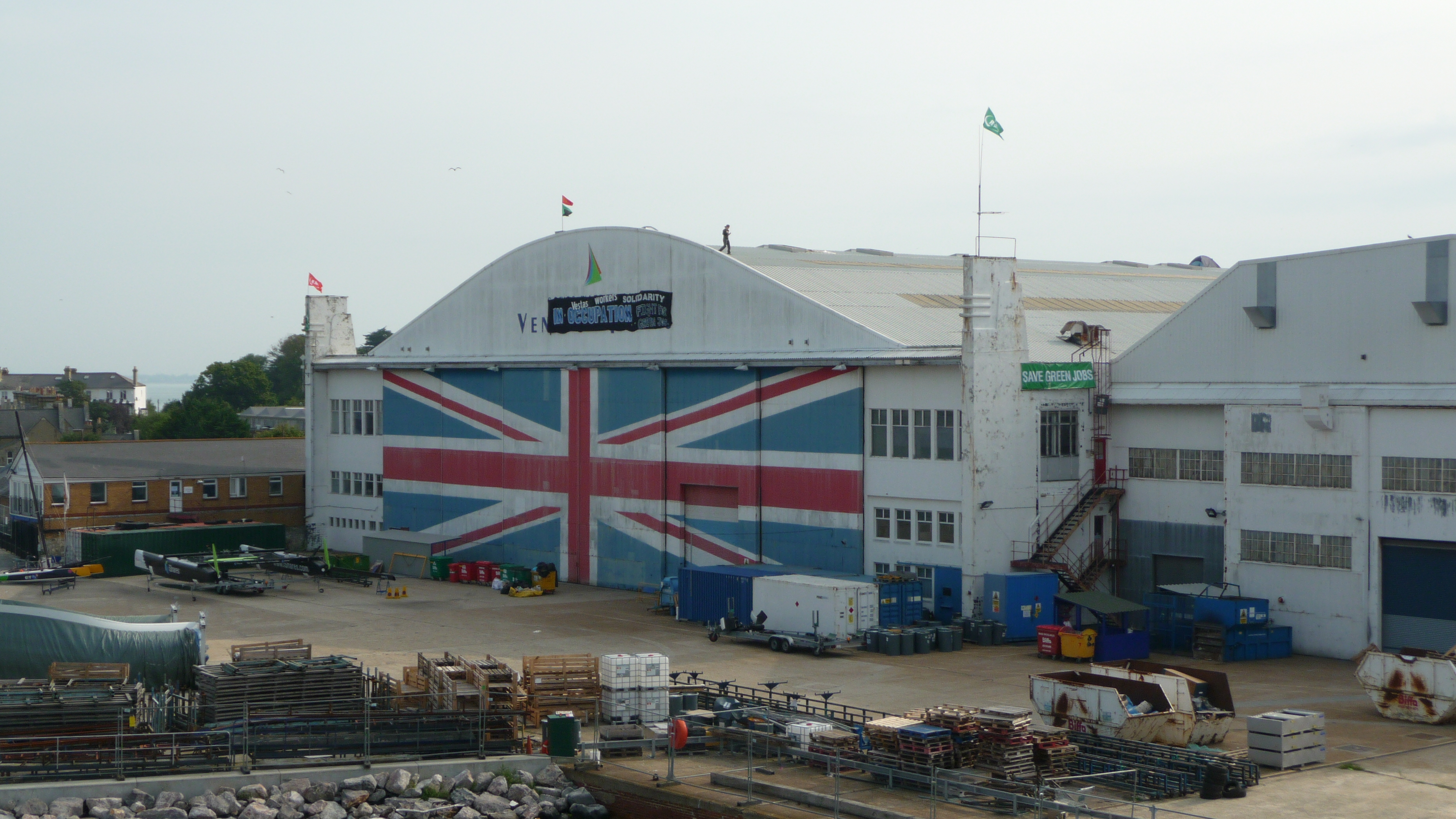
Hangaren med unionsflaggan.